# Atelopus longirostris
Espèce
Synonymes
- Phryniscus boussingaulti Thominot, 1889
- Atelopus longirostris marmorata Werner, 1901

Statut de conservation UICN

 EX  : Éteint
Atelopus longirostris est une espèce éteinte d'amphibiens de la famille des Bufonidae.

## Répartition
Cette espèce était endémique d'équatoriennes. Elle se rencontrait dans les provinces d'Esmeraldas, d'Imbabura, de Cotopaxi et de Pichincha entre 200 et 2 500 m d'altitude dans le nord-ouest de la cordillère Occidentale.

## Publication originale
- Cope, 1868 : An examination of the Reptilia and Batrachia obtained by the Orton Expedition to Equador and the Upper Amazon, with notes on other species. Proceedings of the Academy of Natural Sciences of Philadelphia, vol. 20, p. 96-140 (texte intégral).